# 3차 자료
3차 자료(tertiary source), 3차 사료, 3차 문헌, 3차 출처는 1차 자료와 2차 자료의 색인 또는 문구 정리 자료이다. 일부 3차 자료들은 다른 원천 자료를 찾는데 도움을 줄 목적으로 사용할 수도 있다. "3차"의 구체적인 정의는 학문별로 다양하다.
학술 연구의 기준에서 3차 자료는 인용으로 보통 허용되지 않는다.